# Гарро Боде
Гарро Боде (нім. Harro Bode, 20 лютого 1951) — німецький яхтсмен.
Олімпійський чемпіон 1976 року в класі 470.